# Ichneumon insidiosus
Ichneumon insidiosus är en stekelart som beskrevs av Wesmael 1845. Ichneumon insidiosus ingår i släktet Ichneumon och familjen brokparasitsteklar. Arten är reproducerande i Sverige. Utöver nominatformen finns också underarten I. i. malaisei.

## Bildgalleri

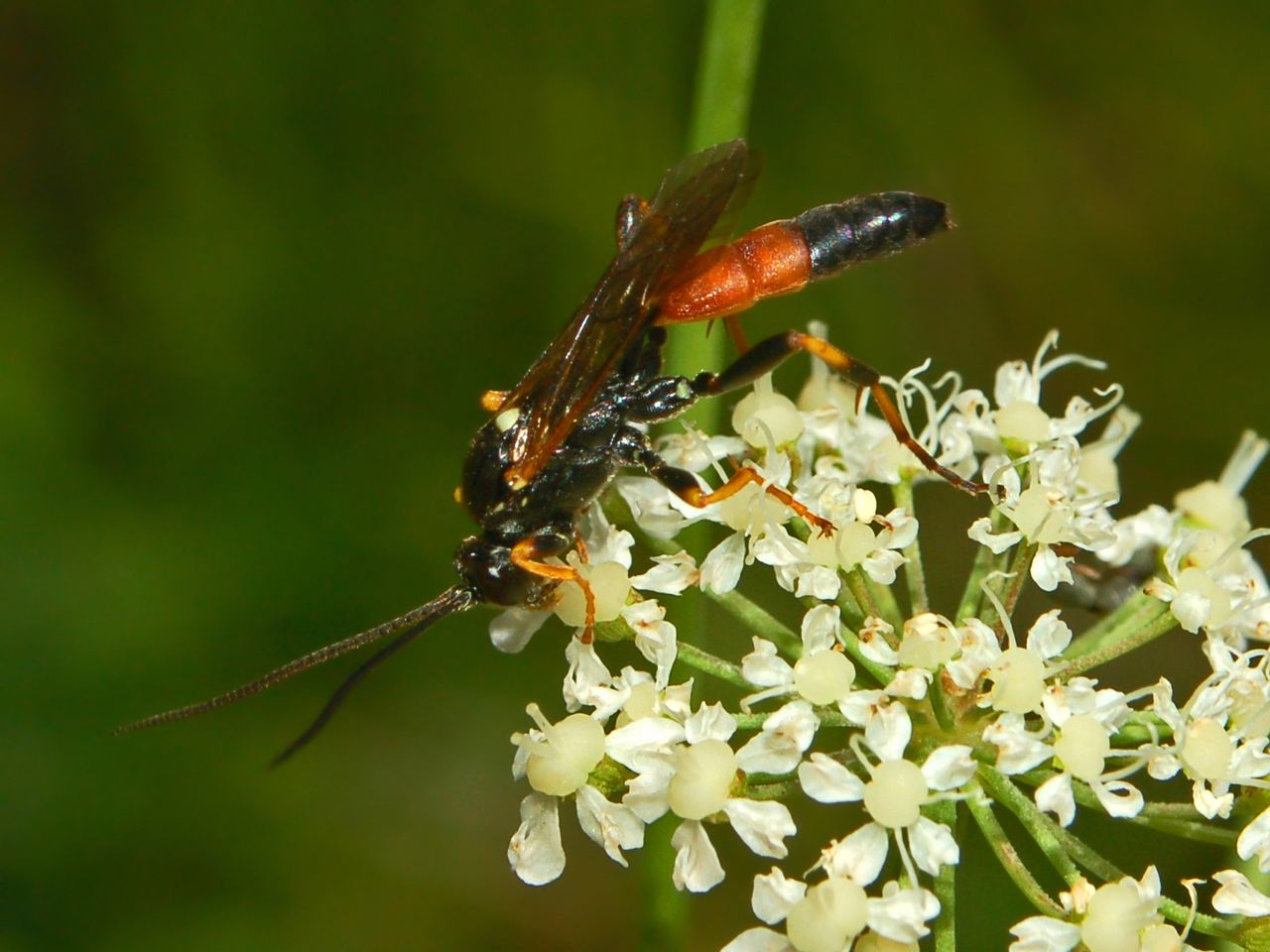